# Pierre Colnard
Pierre Colnard (ur. 18 lutego 1929 w Liffol-le-Petit, zm. 30 marca 2018 w Bar-le-Duc) – francuski lekkoatleta, kulomiot.
Na Igrzyskach Olimpijskich w Meksyku w 1968 zajął 9. miejsce. W 1970 w Wiedniu zdobył brązowy medal halowych mistrzostw Europy. Reprezentant kraju w zawodach pucharu Europy. Dziewięciokrotnie był mistrzem Francji (1960, 1961, 1963, 1965, 1966, 1967, 1969, 1970). Wielokrotny rekordzista kraju.
Swój rekord życiowy (19,77 m) ustanowił 19 lipca 1970 w Colombes.